# Scytalopus rodriguezi
A Scytalopus rodriguezi a madarak osztályának verébalakúak (Passeriformes) rendjébe és a fedettcsőrűfélék (Rhinocryptidae) családjába tartozó faj.

## Rendszerezése
A fajt Niels Krabbe, Paul G.W. Salaman, Alexander Cortés Diago, Alonso Quevedo, Luis Alfonso Ortega és Cadena írták le 2005-ben. A faj tudományos nevét José Vicente Rodriguez Mahecha kolumbiai természetvédő tiszteletére kapta.

## Előfordulása
Kolumbia területén honos. Természetes élőhelyei a szubtrópusi és trópusi hegyi esőerdők. Állandó, nem vonuló faj.

## Megjelenése
Testhossza 11 centiméter.

## Természetvédelmi helyzete
Az elterjedési területe kicsi, egyedszáma 1500-7000 példány közötti és csökken. A Természetvédelmi Világszövetség Vörös listáján veszélyeztetett fajként szerepel.